# Perdita gracilis
Perdita gracilis is een vliesvleugelig insect uit de familie Andrenidae. De wetenschappelijke naam van de soort is voor het eerst geldig gepubliceerd in 1964 door Timberlake.